# Manica Špendal
Manica Špendal, slovenska muzikologinja, * 1. avgust 1931, Maribor.
Oče je bil gimnazijski profesor matematike Janez Špendal (1898-1971), mati Anica pa učiteljica. Med drugo svetovno vojno je bila družina izgnana v Srbijo. Po vrnitvi je v Mariboru obiskovala mariborsko I. gimnazijo in se začela bolj resno posvečati glasbi.
Kasneje v življenju se je posvetila raziskovanju življenja pomembnih glasbenih osebnosti in njihovih opusov, povezanih z Mariborom in SNG Maribor. Raziskala je tudi začetke slovenske opere v Mariboru, svoje izsledke pa je objavljala v različnih strokovnih revijah, leksikonih, enciklopedijah, pa tudi v knjigah. Med letoma 1993 in 1997 je bila predsednica gledališkega sveta SNG Maribor, od leta 1986 do 1997 pa je bila tudi urednica gledališkega lista Opere in baleta. 
Leta 2012 ji je bil podeljen podelili častni naziv Ambasadorka SNG Maribor.
Je tudi prejemnica najvišjega priznanja Slovenskega muzikološkega društva, Mantuanijeve nagrade za leto 2020.